# Edmund Jäger (Schauspieler)
Edmund „Edi“ Jäger (* 11. März 1967 in Salzburg) ist ein österreichischer Schauspieler, Kabarettist und Produzent.

## Leben
Edi Jäger absolvierte seine Schauspielausbildung in Salzburg und Wien und studierte 1998/1999 Film- und Kamera beim „Hollywood Acting Workshop“ in Los Angeles.

### Theater
Jäger erhielt Engagements an Häusern im gesamten deutschen Sprachraum wie Schauspielhaus Graz, Staatstheater Darmstadt, Salzburger Landestheater, Volkstheater München, Staatstheater Kassel, Wiener Festwochen folgten. Er wirkte an vielen Theaterproduktionen mit und arbeitete zusammen mit Regisseuren wie Ulrich Matthes, Michael Gruner, Herwig Seeböck und vielen anderen.

### Filme
Jäger wirkte in vielen TV- u. Kinoproduktionen mit und arbeitete dabei zusammen mit Regisseuren wie Thomas Roth, Andreas Herzog, Marco Kalantari, Andreas Gruber, Nick Lyon und Andreas Schmied.

### Weitere Tätigkeiten
In diversen Kabarettprogrammen arbeitete Jäger regelmäßig mit renommierten österreichischen Musikern zusammen. Bei verschiedenen Hörspiel- und Hörbuchproduktionen wirkte er mit, wie z. B. ein Live-Hörbuch beim größten deutschen Literaturfestival in Köln, gemeinsam mit Peter Lohmeyer und Christine Urspruch. Er ist Fachbeirat (Theater) und Mitglied im erweiterten Vorstand des Kulturvereins KunstBox.

## Rezeption
Über seine Rolle in Horvaths Der jüngste Tag etwa schrieb die FAZ: „Jäger, vom Premierenpublikum begeistert gefeiert, meistert grandios den Part des Thomas Hudetz“, und dazu der ORF: „eine Entdeckung: mit der Souveränität einer ganz großen Begabung“.
Zu seinem „Zettel“ im Sommernachtstraum meinte die FAZ: „Seine Metamorphose … ließ das Ungeheuerliche zwischen Mensch und Tier, Natur und Kultur aufscheinen. Komische, zugleich bewegende Momente und schließlich brach Zettel sämtliche Tragikrekorde mit seinem Sterbesolo.“
Über sein Theatersolo „Monsieur Ibrahim“ schreibt die NÖN / Niederösterr. Nachrichten:
"Edi Jäger verzaubert das Publikum mit großartiger Wandlungsfähigkeit … eine einfühlsame Geschichte über Liebe, Güte, Freundschaft, Leben und Glaube mit einer großen politischen und religiösen Brisanz.
Edi Jäger verkörpert in dem Stück alle Rollen. Seine enorme Wandlungsfähigkeit begeistert das Publikum bis zur letzten Minute."

## Filmografie (Auswahl)
- 2002: Julia – Eine ungewöhnliche Frau (Fernsehserie, 1 Folge)
- 2002: Taxi für eine Leiche
- 2003: Dreynschlag (Kurzfilm)
- 2004: Welcome Home (Kinofilm)
- 2004: Guarded Secrets (Kinofilm)
- 2004: Mein Mörder (Fernsehfilm)
- 2005: Ainoa (Kinofilm), Regie: Marco Kalantari
- 2007: SOKO Donau – Das Versprechen (Fernsehserie, 1 Folge)
- 2007: Dornröschen (Fernsehfilm)
- 2008: Der Winzerkönig (Fernsehserie, 1 Folge)
- 2009: Die Rosenheim-Cops (Fernsehserie, 1 Folge), Regie: Gunter Krää
- 2009: Fröhliche Weihnachten (Kurzfilm) Regie: Till Endemann
- 2010: Der Kardinal Regie: Andreas Gruber
- 2010: Vier Frauen und ein Todesfall (Fernsehserie, 1 Folge)
- 2011: Der Kardinal (Fernsehfilm)
- 2012: Grenzgänger
- 2014: SOKO Kitzbühel (Fernsehserie, 1 Folge)
- 2016: The Shaman (Kinofilm)
- 2016: Zahltag (Spielfilm)
- 2017: SOKO Donau – Herz aus Stein
- 2017: Trakehnerblut
- 2017: SOKO Kitzbühel
- 2018: Murer – Anatomie eines Prozesses (Deutscher Schauspielpreis 2019 • Kategorie Ensemble)
- 2018: Der Pass (Fernsehserie)
- 2018: Landkrimi – Der Tote im See
- 2019: Die Toten von Salzburg – Mordwasser
- 2019: Nobadi – Kinofilm, Regie: Karl Markovics
- 2019: Stadtkomödie – Curling for Eisenstadt
- 2019: Dennstein & Schwarz – Pro bono, was sonst!, Regie: Micky Rowitz
- 2019: Best Christmas Ball Ever! – Weihnachten in Wien ION TV, USA, Austria. Regie: Nick Lyon
- 2019: Les Apparences – Ein Wiener Seitensprung / Kino (FR,A), Regie: Marc Fitoussi
- 2019: Vienna Blood – Königin der Nacht (BBC,ORF. Regie: Umut Dag)
- 2020: Wischen ist Macht – Gefesselt, gewaschen, geföhnt
- 2020: Tatort: Pumpen (Fernsehreihe)
- 2020: Letzter Kirtag (Fernsehfilm)
- 2021: Die Ibiza Affäre (Mini-Serie)
- 2021: Aus die Maus – Domino (TV-Serie)
- 2022: SOKO Linz – Die Unsichtbaren (Fernsehserie)
- 2022: Zu jung zu sterben. Ein Krimi aus Passau (Fernsehreihe)
- 2022: Der Fluss ist sein Grab. Ein Krimi aus Passau (Fernsehreihe)
- 2022: Schächten
- 2023: Hals über Kopf
- 2023: Die Augenzeugen (Fernsehserie)
- 2023: Watzmann ermittelt (TV-Serie)
- 2024: School of Champions (TV-Serie)
- 2024: Die Liesl von der Post – Jugendsünden TV-Serie, Regie: Hans Hofer
- 2025: Drunter und Drüber – Chaos auf dem Friedhof (Fernsehserie)
- 2025: Die Toten vom Bodensee – Das Geisterschiff (TV-Reihe), Regie: Patricia Frey